# Club Xuventude Sanxenxo
El Club Xuventude Sanxenxo es un equipo de fútbol español de la localidad gallega de Sangenjo, en la provincia de Pontevedra. Fue fundado en 1983 y milita en la 2ª Regional Galicia, aunque en la temporada 2020-21 decidió no competir.

## Historia
Tras la desaparición con la Guerra civil de los equipos locales Juventud Sangenjina y Libertad Sociedad Cultural, no hubo un equipo de fútbol en Sangenjo hasta 1983, cuando una directiva liderada por Joaquín Lobato Pintos funda el Xuventú. El primer partido lo jugó contra el CD Ribadumia, al que venció el 5 de septiembre de 1983.
En la temporada 1996-97 el equipo se proclama campeón del grupo sur de Preferente y juega la final absoluta contra el Laracha CF, al que vence por 1-0, ascendiendo por primera vez a Tercera División.

## Datos del club
- Temporadas en 1.ª: 0
- Temporadas en 2.ª: 0
- Temporadas en 2ªB: 0
- Temporadas en 3.ª: 4
- Mejor puesto en liga: 16º (3.ª, temporada 1997/98)

### Historial por temporadas
| Temporada | Nivel | Categoría   | Puesto |
| --------- | ----- | ----------- | ------ |
| 1983/84   | 8     | 3ª Regional | 5º     |
| 1984/85   | 8     | 3ª Regional | 9º     |
| 1985/86   | 8     | 3ª Regional | 2º     |
| 1986/87   | 7     | 2ª Regional | 14º    |
| 1987/88   | 7     | 2ª Regional | 14º    |
| 1988/89   | 7     | 2ª Regional | 6º     |
| 1989/90   | 7     | 2ª Regional | 9º     |
| 1990/91   | 8     | 3ª Regional | 1º     |
| 1991/92   | 7     | 2ª Regional | 16º    |
| 1992/93   | 7     | 2ª Regional | 13º    |
| 1993/94   | 7     | 2ª Regional | 6º     |
| 1994/95   | 7     | 2ª Regional | 2º     |
| 1995/96   | 6     | 1ª Regional | 2º     |

| Temporada | Nivel | Categoría     | Puesto |
| --------- | ----- | ------------- | ------ |
| 1996/97   | 5     | Preferente    | 1º     |
| 1997/98   | 4     | 3ª            | 16º    |
| 1998/99   | 4     | 3ª            | 19º    |
| 1999/00   | 5     | Preferente    | 12º    |
| 2000/01   | 6     | 1ª Regional   | 13º    |
| 2001/02   | 6     | 1ª Regional   | 11º    |
| 2002/03   | 6     | 1ª Regional   | 4º     |
| 2003/04   | 6     | 1ª Regional   | 7º     |
| 2004/05   | 6     | 1ª Regional   | 13º    |
| 2005/06   | 6     | 1ª Autonómica | 12º    |
| 2006/07   | 6     | 1ª Autonómica | 8º     |
| 2007/08   | 6     | 1ª Autonómica | 2º     |
| 2008/09   | 5     | Preferente    | 11º    |

| Temporada | Nivel | Categoría   | Puesto |
| --------- | ----- | ----------- | ------ |
| 2009/10   | 5     | Preferente  | 6º     |
| 2010/11   | 5     | Preferente  | 2º     |
| 2011/12   | 4     | 3ª          | 20º    |
| 2012/13   | 5     | Preferente  | 5º     |
| 2013/14   | 5     | Preferente  | 2º     |
| 2014/15   | 4     | 3ª          | 18º    |
| 2015/16   | 5     | Preferente  | 10º    |
| 2016/17   | 5     | Preferente  | 14º    |
| 2017/18   | 5     | Preferente  | 7º     |
| 2018/19   | 5     | Preferente  | 7º     |
| 2019/20   | 5     | Preferente  | 13º    |
| 2020/21   |       | no compitió |        |
| 2021/22   | 6     | Preferente  | 3º     |

## Palmarés
- Preferente Autonómica (1): 1996-97